# إسبانيول
نادي إسبانيول برشلونة الملكي الرياضي (بالإسبانية: Real Club Deportivo Espanyol de Barcelona) هو نادِ كرة قدم من مدينة برشلونة بإسبانيا، تأسس في 28 أكتوبر، 1900. أسسه آنخل رودريغيز، طالب في كلية الهندسة في جامعة برشلونة.

## تأسيس النادي

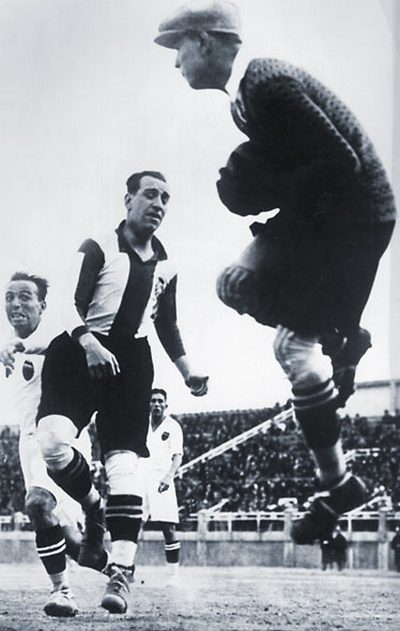
حارس المرمى ريكاردو زامورا عندما كان يلعب لصالح إسبانيول

تأسس نادي إسبانيول في 28 أكتوبر من عام 1900 على يد أنخل رودريغيز الذي كان يدرس الهندسة في إحدى جامعات برشلونة، المقر الرئيسي للنادي كان يقع في المنطقة الثرية للساريّا وعُرِف مبدئياً بنادي سوسييداد. نادي إسبانيول كان أول نادي أسباني يُبنى من أيدي أسبانية، أما ما سبقه من أندية فبنيت على أيدي المغتربين والمهاجرين لإسبانيا.
في 1910 تغير اسم النادي إلى نادي إسبانيول لكرة القدم، واختار النادي اللونين الأزرق والأبيض لتكون الألوان الرسمية للنادي، تكريماً للأدميرال الكاتلوني روجير دي لوريا الذي كان يرتدي درعاً مصبوغاً بالأزرق والأبيض عندما أبحر في البحر الأبيض المتوسط لحماية كاتلونيا.

## تطور النادي
في عام 1906 أُغلِقَ النادي لأسباب مالية، وانتقل أغلب لاعبيه إلى أحد الأندية الرياضية، ربِحَ هذا النادي - الذي انتقل إليه معظم لاعبي إسبانيول - البطولة الكاتلونية 3 مرات من العام 1906 إلى 1908. وفي عام 1909 تم تعيين النادي الآخر كنادي لإسبانيول.
نادي إسبانيول كان أحد النوادي التي رعاها الملك الأسباني، وأعطي لها حق استخدام كلمة «ريال» بالإضافة إلى استخدام التاج الملكي على الشعار. هذا الحق مُنِحَ لإسبانيول في العام 1912 بواسطة الحاكم ألفونسو الثالث عشر، وأصبح النادي معروفاً بعد ذلك بـ نادي ريال إسبانيول الرياضي.
بعد تنازل الحاكم ألفونسو الثالث عشر عام 1931 وإعلان إقامة الجمهورية الإسبانية الثانية. وبسبب منع استخدام الرموز الملكية تبنى النادي الكاتلوني أحد أكثر الأسماء حبا من قبل الجمهور «إسبورتيو إسبانيول»، حيث كانت ترمز كلمة «إسبورتيو» للاحتراف الرياضي. وبعد الحرب الأهلية الأسبانية والمنع اللاحق لها للغة الكاتلونية رجع اسم النادي إلى ريال إسبانيول الرياضي. أخيراً، أعاد النادي التهجئة الكاتلونية لاسمه في فبراير من عام 1995.

## تواريخ مهمة
- 1900 : آنخل رودريغيز، بالإضافة إلى بعض أصدقائه في جامعة برشلونة، يؤسسون نادي إسبانيول
- 1902 : اللاعب بونز يسجل أول هدف في تاريخ النادي
- 1912 : الملك ألونسو يمنح النادي اسم «ريال» أو «ملكي» ويستعمل التاج في شعار النادي
- 1923 : افتتاح ملعب الساريا، اشتراه النادي لاحقا في الخمسينات
- 1929 : يحقق نادي إسبانيول لأول مرة كأس ملك أسبانيا. (إسبانيول 2 - 1 ريال مدريد)
- 1929 : اللاعب بيتس براتس يسجل أول هدف للنادي في دوري المحترفين الجديد «اللاليغا»
- 1940 : النادي يحقق للمرة الثانية كأس ملك أسبانيا. (إسبانيول 3 - 2 ريال مدريد)
- 1988 : النادي يتأهل لنهائي كأس اليويفا الأوروبي ويخسر ضد بايرن ليفركوزن في ضربات الترجيح (3 - 2)
- 1992 : يتحول النادي إلى مؤسسة رياضية تجارية
- 1994 : تأسيس نادي إسبانيول الرديف «إسبانيول بي»
- 1997 : تلعب آخر مباراة في ملعب الساريّا. وينتقل بعدها النادي للملعب الأولمبي
- 1999 : يحتفل النادي بمئويته الأولى، ويلعب مباراة ضد الأرجنتين في الملعب الأولمبي
- 2000 : يفوز النادي بكأس ملك أسبانيا للمرة الثالثة. (إسبانيول 2 - 1 أتليتكو مدريد)
- 2001 : يفتتح النادي مقره الجديد في شارع أدريا
- 2002 : بدء التخطيط لبناء ملعب في الكورنيلا
- 2004 : بدء العمل في الملعب الجديد
- 2006 : يحقق النادي كأس ملك أسبانيا للمرة الرابعة. (إسبانيول 4 - 1 ريال سرقسطة)
- 2009 افتتاح ملعب إسبانيول الجديد الذي يتسعد لـ 40,500 الف متفرج والذي اسمه (إستاد كورنيلا البرات)

## سجل بطولات الفريق
- كأس الملك

البطل (4): 1929، 1940، 2000، 2006.
الوصيف (5): 1911، 1915، 1941، 1947، 1957
- دوري الدرجة الثانية الإسباني

البطل (2): 20-21 93–94
- كأس الاتحاد الأوروبي

الوصيف (2): 1987–88, 2006–07

## ديربي برشلونة
ديربي كاتلونيا هو الاسم الذي يُطلق على المباريات التي تجمع بين أهم فريقين في أقليم كاتلونيا: نادي برشلونة ونادي إسبانيول. يوصف نادي إسبانيول من قبل مشجعي برشلونة بالأبن العاق، نظرًا للعلاقات الودية مع نادي ريال مدريد، وعلاقاتهم المشحونة والمتوترة مع نادي برشلونة، ورغم الفارق الكبير بين كلا الفريقين سواء في الألقاب والنتائج والإمكانيات والجماهير والتي تصب جميعها في مصلحة نادي برشلونة إلا أن ديربي برشلونة دوما ما يحظى بالإثارة والندية، والمفاجآت أحيانا.
- آخر تحديث في 3 نوفمبر 2024.

|                       | المواجهات | الفوز    | الفوز   | التعادل | الأهداف  | الأهداف |
| برشلونة               | المواجهات | اسبانيول | برشلونة | التعادل | اسبانيول |         |
| --------------------- | --------- | -------- | ------- | ------- | -------- | ------- |
| الدوري الإسباني       | 176       | 102      | 34      | 40      | 340      | 183     |
| كأس ملك إسبانيا       | 34        | 18       | 10      | 6       | 64       | 46      |
| السوبر الإسباني       | 2         | 2        | 0       | 0       | 4        | 0       |
| كأس المعارض الأوروبية | 2         | 2        | 0       | 0       | 2        | 0       |
| مجموع المباريات       | 214       | 124      | 44      | 46      | 410      | 229     |

## تشكيلة الفريق

### التشكيلة الحالية

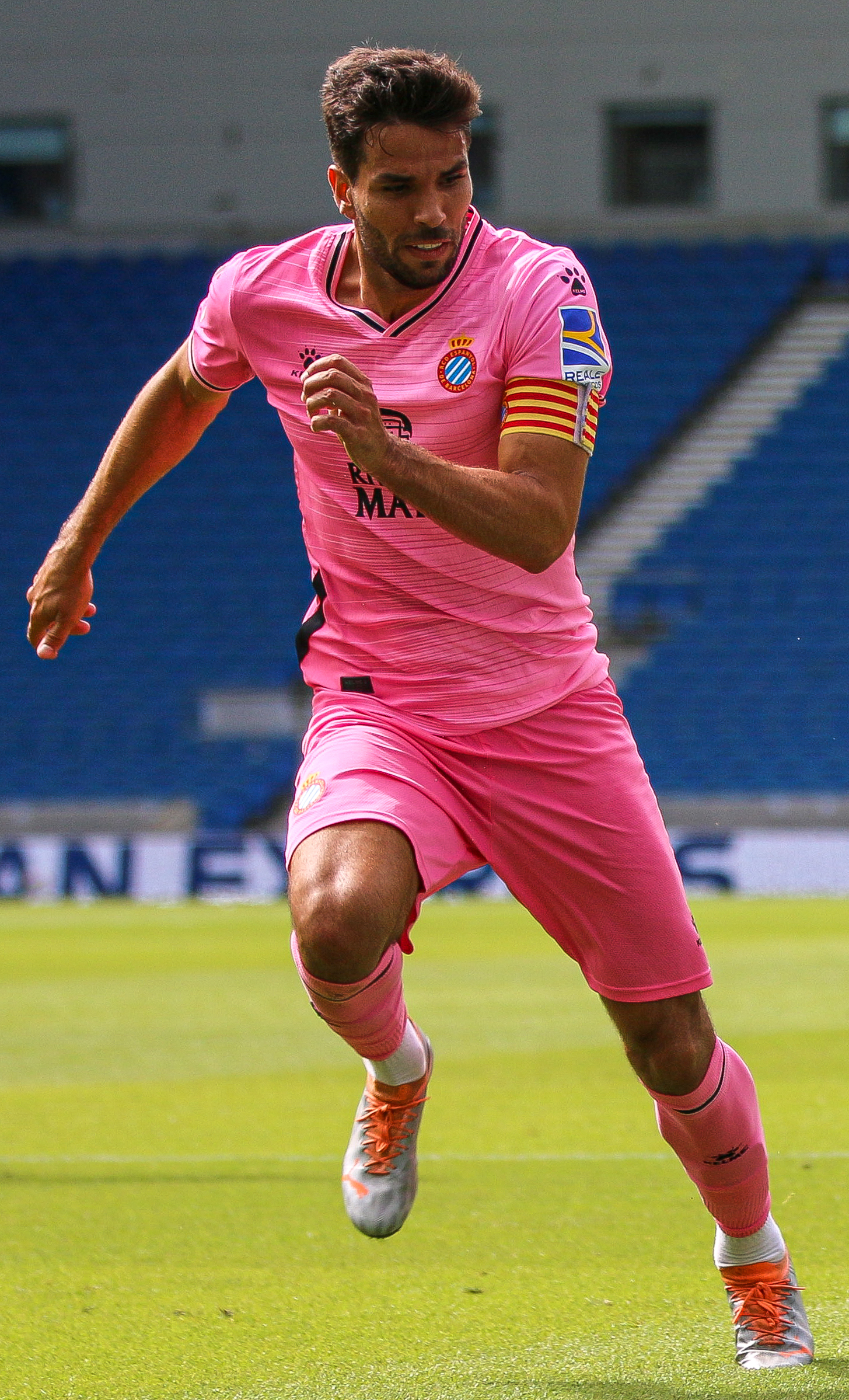
لياندرو كابريرا قائد الفريق

آخر تحديث 24 أبريل 2025
.
ملاحظة: تشير الأعلام إلى المنتخب الوطني على النحو المحدد في قواعد الأهلية للفيفا. قد يحمل اللاعبون أكثر من جنسية واحدة غير تابعة للفيفا.
| الرقم | البلد      | المركز | اللاعب                                  |
| ----- | ---------- | ------ | --------------------------------------- |
| 1     | إسبانيا    | حارس   | جوان غارسيا                             |
| 2     | إسبانيا    | مدافع  | أوسكار جيل                              |
| 3     | إسبانيا    | مدافع  | أدريا بيدروسا                           |
| 4     | الأوروغواي | مدافع  | لياندرو كابريرا                         |
| 5     | إسبانيا    | مدافع  | فيرناندو كاليرو                         |
| 6     | إسبانيا    | وسط    | دينيس سواريز (معار من سيلتا فيغو)       |
| 7     | إسبانيا    | مهاجم  | Javi Puado                              |
| 8     | ألبانيا    | وسط    | كايدي باري                              |
| 9     | إسبانيا    | مهاجم  | خوسيلو                                  |
| 10    | إسبانيا    | وسط    | سيرجي داردر (v.c)                       |
| 11    | إسبانيا    | وسط    | Fernando Asellas (معار من نادي برشلونة) |
| 12    | البرازيل   | وسط    | فينيسيوس سوزا (معار من لوميل يونايتد)   |
| 13    | إسبانيا    | حارس   | فيرناندو باتشيكو                        |

| الرقم | البلد    | المركز | اللاعب                                   |
| ----- | -------- | ------ | ---------------------------------------- |
| 14    | إسبانيا  | مدافع  | بريان أوليفان                            |
| 15    | إسبانيا  | وسط    | José Gragera                             |
| 16    | إسبانيا  | وسط    | خوسيه لازو                               |
| 17    | الدنمارك | مهاجم  | مارتين برايثوايت                         |
| 18    | فرنسا    | مدافع  | رونيل بيير غابرييل (معار من ماينتس 05)   |
| 19    | إسبانيا  | مهاجم  | دانيل جوميز ألكون (معار من نادي ليفانتي) |
| 20    | إسبانيا  | وسط    | إدو إكسبوسيتو                            |
| 21    | إسبانيا  | وسط    | نيكو ميلاميد                             |
| 22    | إسبانيا  | مدافع  | أليكس فيدال                              |
| 23    | المكسيك  | مدافع  | سيزار مونتيس                             |
| 24    | إسبانيا  | مدافع  | سيرجي غوميز                              |
| 25    | إسبانيا  | حارس   | ألفارو فرنانديز (معار من نادي هويسكا)    |

### الاحتياط
ملاحظة: تشير الأعلام إلى المنتخب الوطني على النحو المحدد في قواعد الأهلية للفيفا. قد يحمل اللاعبون أكثر من جنسية واحدة غير تابعة للفيفا.
| الرقم | البلد   | المركز | اللاعب         |
| ----- | ------- | ------ | -------------- |
| 26    | المغرب  | مدافع  | عمر الهلالي    |
| 27    | إسبانيا | مدافع  | Rubén Sánchez ‏ |
| 28    | إسبانيا | مدافع  | سيمو كداري     |
| 29    | إسبانيا | مهاجم  | Paco Maestré   |
| 30    | إيطاليا | مهاجم  | Luca Koleosho  |

| الرقم | البلد   | المركز | اللاعب            |
| ----- | ------- | ------ | ----------------- |
| 31    | إسبانيا | وسط    | Dani Villahermosa |
| 32    | المغرب  | مهاجم  | Nabil Touaizi     |
| 33    | إسبانيا | مهاجم  | Kenneth Soler ‏    |
| 34    | إسبانيا | حارس   | Ángel Fortuño     |
| 35    | إسبانيا | وسط    | Roger Martínez    |

### المعارون
تنتهي إعارة جميع اللاعبين في 30 يونيو 2023.
ملاحظة: تشير الأعلام إلى المنتخب الوطني على النحو المحدد في قواعد الأهلية للفيفا. قد يحمل اللاعبون أكثر من جنسية واحدة غير تابعة للفيفا.
| الرقم | البلد   | المركز | اللاعب                                  |
| ----- | ------- | ------ | --------------------------------------- |
|       | إسبانيا | مدافع  | ألفارو غارسيا (إلى نادي إيبيزا)         |
|       | إسبانيا | مدافع  | ميجيلون (إلى نادي قرطاجنة)              |
|       | إسبانيا | مدافع  | فيكتور غوميز بيريا (إلى سبورتينغ براغا) |
|       | هولندا  | وسط    | توني فيلهينا (إلى نادي ساليرنيتانا)     |
|       | إسبانيا | وسط    | بول لوزانو (إلى نادي غرناطة)            |

| الرقم | البلد   | المركز | اللاعب                                 |
| ----- | ------- | ------ | -------------------------------------- |
|       | إسبانيا | مهاجم  | ألفارو فاديلو (إلى نادي إيبار)         |
|       | إسبانيا | مهاجم  | Jofre Carreras (إلى نادي ميرانديس)     |
|       | بلجيكا  | مهاجم  | لاندري دياماتا (إلى إن إي سي نيميخن)   |
|       | السويد  | مهاجم  | ماكس سفينسون (إلى ديبورتيفو لاكورونيا) |

## المدربون
| - تيد غاري (1922–24) - فرانشيسكو برو (1924–26) - جاك غرينويل (1926–30) - Patricio Caicedo (1930–33) - Ramón Trabal (1933–35) - Harry Lowe (1935) - Patricio Caicedo (1935–43) - بيدرو سولي (1943) - كريسانت بوتش (1943–44) - بالتاسار ألبينيز (1944–45) - كريسانت بوتش (1945–46) - Josep Planas (1946–47) - José Espada (1947–49) - Patricio Caicedo (1949–50) - خوان خوسيه نوغيس (1950–52) - أليخاندرو سكوبيلي (1952–54) - José Espada (1954–55) - Odilio Bravo (1955) - ريكاردو زامورا (1955–57) - Elemér Berkessy (1957–58) - مارسيل دومينغو (1958–59) - أنطونيو باريوس (1959–60) - Ernesto Pons (1960–61) - أليخاندرو سكوبيلي (1961) - ريكاردو زامورا (1961) - José Luis Saso (1961) - ريكاردو زامورا (1961) - Julián Arcas (1961–62) - هيريبيرتو هيريرا (1962–63) - Pedro Areso (1963) - بيدرو سولي (1963–64) | - لاسلو كوبالا (1964–65) - Fernando Argila (1965–66) - José Espada (1966) - Jenő Kalmár (1966–68) - Antonio Argilés (1968–69) - فرناندو رييرا (1969–70) - Rafael Iriondo (1970) - فيرديناند داوتشيك (1970–71) - خوسيه سانتاماريا (1971–77) - هيريبيرتو هيريرا (1977–78) - José Antonio Irulegui (1978–79) - Vicente Miera (1979–80) - José María Maguregui (1980–83) - Milorad Pavić ‏ (1983) - خافيير أزكارجورتا (1983–86) - خافيير كليمنتي (1986–89) - خوسيه ماوري (1989) - راؤول لونغي (1989) - José García de Andoin ‏ (1989) - Benito Joanet (1989) - Juanjo Díaz (1989–90) - لويس أراغونيس (1990–91) - جوبكو بيتروفيتش (1991) - Jaume Sabaté (1991–92) - خافيير كليمنتي (1992) - نوفوا (1992–93) - Juanjo Díaz (1993) - خوسيه أنتونيو كاماتشو (1993–96) - بيبي كارثيلين (1996–97) - Vicente Miera (1997) - باكو فلورز (1997) | - خوسيه أنتونيو كاماتشو (1997–98) - مارسيلو بيلسا (1998) - ميغيل أنخيل برينديسي (1998–2000) - باكو فلورز (2000–02) - خواندي راموس (2002) - رامون مويا (2002) - خافيير كليمنتي (2002–03) - لويس فيرنانديز (2003–04) - ميغيل انخيل لوتينا (2004–06) - إرنستو فالفيردي (2006–08) - تانتين ماركيز (2008) - Mané (2008–09) - ماوريسيو بوتشيتينو (2009–12) - خافيير أغيري (2012–14) - Sergio González (2014–15) - كونستانتين غالتشا (2015–16) - كيكي سانشيز فلوريس (2016–18) - ديفيد جايجو (2018) - Rubi (2018–19) - ديفيد جايجو (2019) - بابلو ماشين (2019) - Abelardo (2019–2020) - فرانسيسكو بيريز روفيتي (2020) - فيسينتي مورينو (2020–2022) - Luis Blanco ‏ (2022) - دييغو مارتينيز (لاعب كرة قدم إسباني مواليد 1980) (2022-) |

## معرض صور

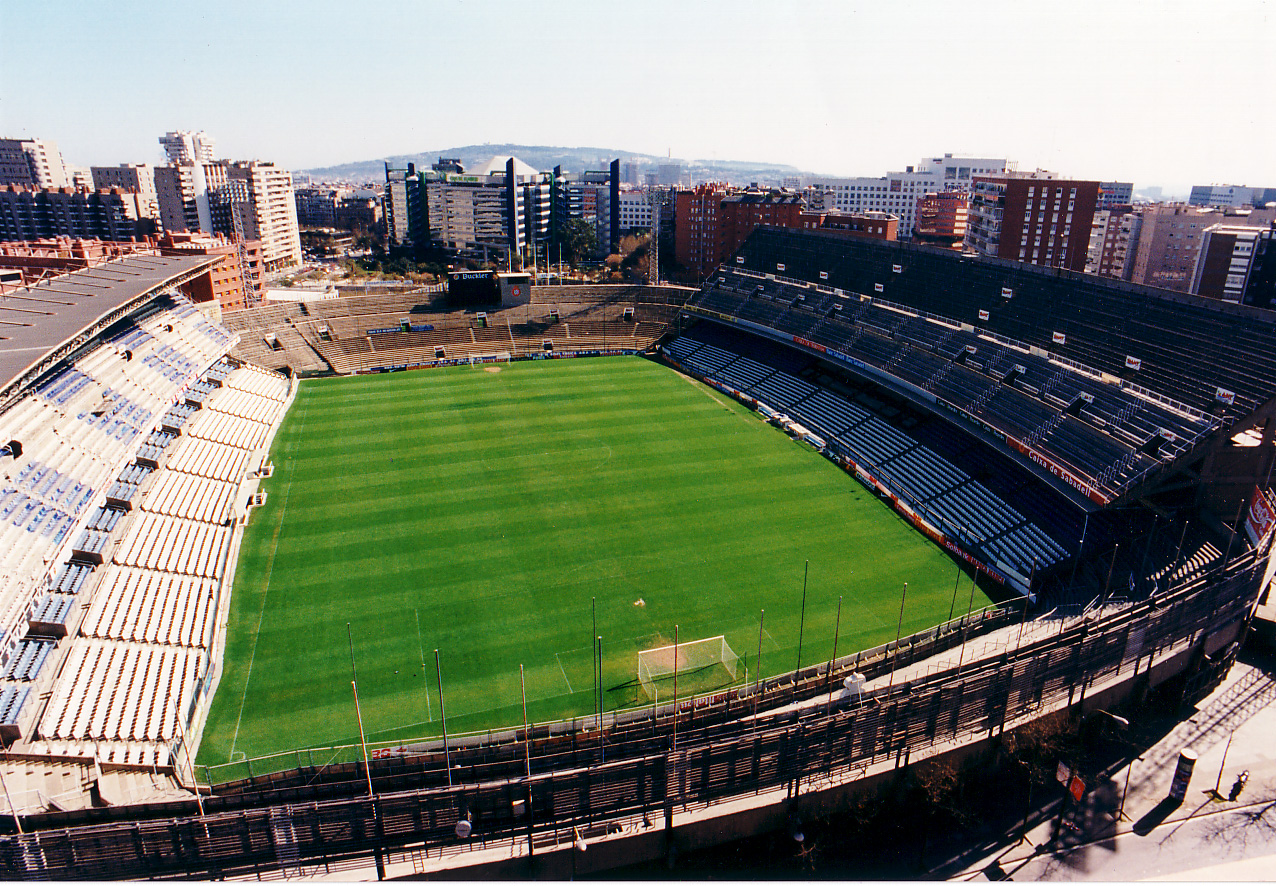
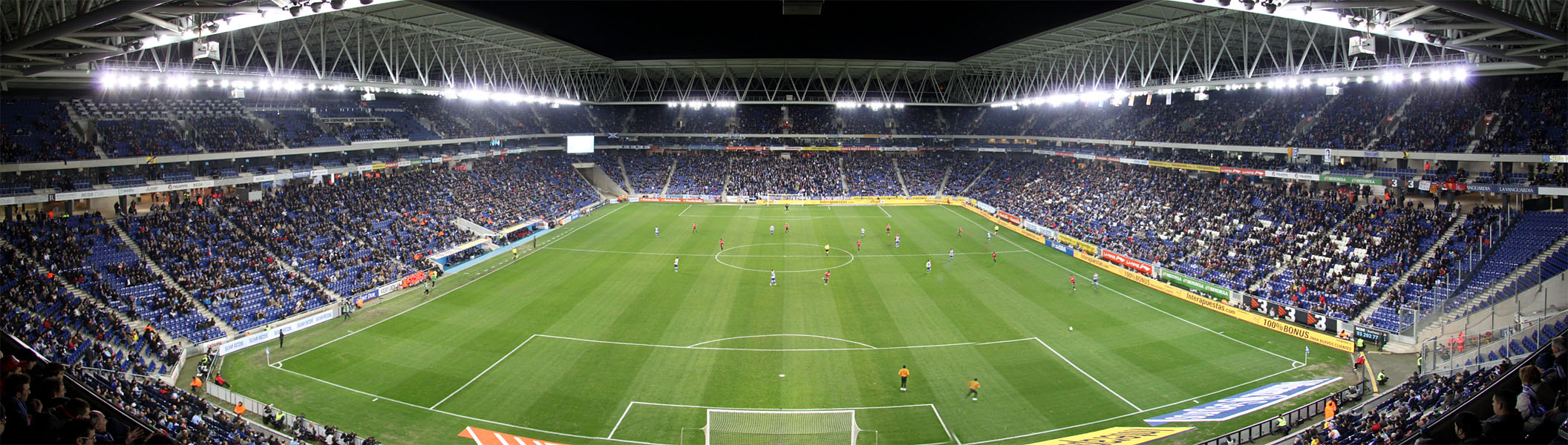
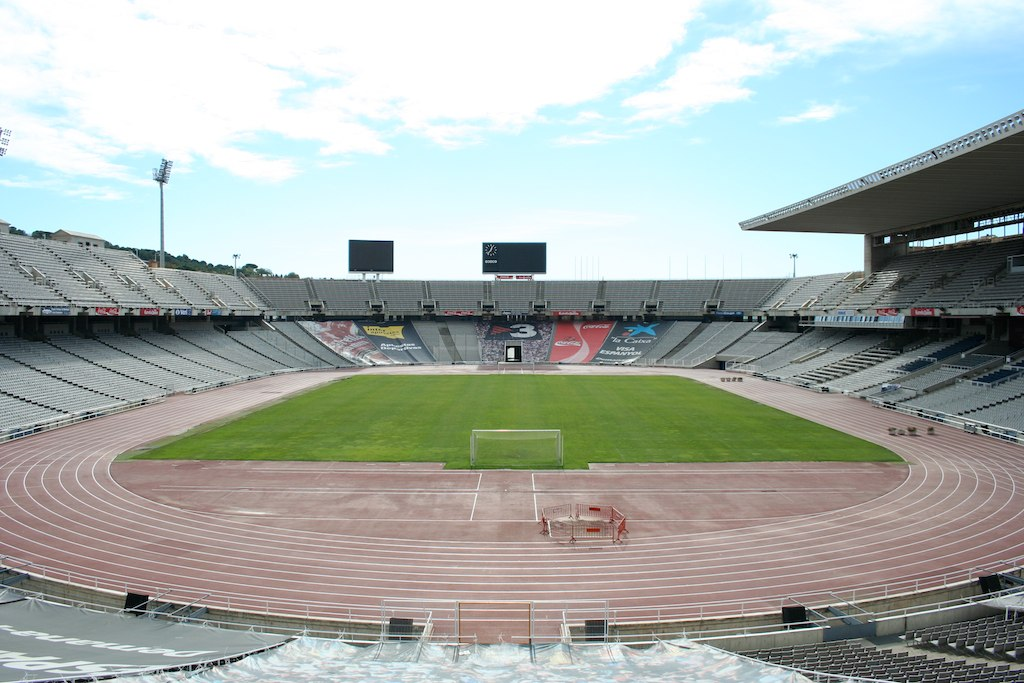

## وصلات خارجية
- الموقع الرسمي
- نشيد النادي على يوتيوب
- صفحة النادي في موقع كورة[وصلة مكسورة]
- موقع الدوري الأسباني
- للحصول على اخر اخبار الفريق